# Jahānābād-e Malekī
Jahānābād-e Malekī (persiska: Jahānābād, جهان آباد ملکی) är en ort i Iran.   Den ligger i provinsen Khorasan, i den nordöstra delen av landet, 900 km öster om huvudstaden Teheran. Jahānābād-e Malekī ligger 739 meter över havet och antalet invånare är 507.
Terrängen runt Jahānābād-e Malekī är platt åt nordost, men åt sydväst är den kuperad. Runt Jahānābād-e Malekī är det ganska glesbefolkat, med 35 invånare per kvadratkilometer. Närmaste större samhälle är Şāleḩābād, 5,9 km nordost om Jahānābād-e Malekī. Omgivningarna runt Jahānābād-e Malekī är i huvudsak ett öppet busklandskap.